# 総員起こし
総員起こし（そういんおこし）とは、組織の構成員を一気に総動員させること、もしくはその号令。
大日本帝国海軍では攻撃に備えて（演習も含む）、就寝中の兵をラッパの合図で全員起床させる習慣があった。挙手の礼や帽振れ、5分前精神と共に海上自衛隊へ受け継がれている。
総員起こしの15分前、および5分前にはそれぞれ「総員起こし15分前」と「総員起こし5分前」の号令があった。教育隊においては、総員起こしの号令の後速やかに着衣、簡単なベッドの整理の後、点呼、体操、ランニング、掃除と続く。総員起こし5分前の号令がかかるまでに寝台に入っていなければならず、それ以降はトイレに行くこともできない。このため、5分以前に体内時計（現在ではタイマー）で起きてトイレに行っておかないと、膀胱に尿がたまったまま上記の課業をこなさなければならなくなる。
海上保安庁や各種船員養成団体・学校でも総員起こしが行われている。